# Marie Wåland
Marie Wåland (* 1. Juni 1994) ist eine norwegische Badmintonspielerin. 

## Karriere
Marie Wåland gewann 2011 Bronze bei den norwegischen Einzelmeisterschaften im Dameneinzel. 2012 wiederholte sie diese Platzierung. 2013 wurde sie erstmals nationale Meisterin, wobei sie im Damendoppel mit Cathrine Fossmo erfolgreich war.

## Sportliche Erfolge
| Saison | Veranstaltung                     | Disziplin   | Platz | Name                           |
| ------ | --------------------------------- | ----------- | ----- | ------------------------------ |
| 2011   | Norwegen: Einzelmeisterschaften   | Dameneinzel | 3     | Marie Wåland                   |
| 2012   | Norwegen: Einzelmeisterschaften   | Dameneinzel | 3     | Marie Wåland                   |
| 2012   | Norwegen: Juniorenmeisterschaften | Dameneinzel | 1     | Marie Wåland                   |
| 2013   | Norwegen: Einzelmeisterschaften   | Damendoppel | 1     | Cathrine Fossmo / Marie Wåland |